# Круг художников
Круг художников — объединение ленинградских художников, существовавшее в 1926—1932 годах.
Объединение возникло в Ленинграде в марте 1926 года. Общество было создано 18-ю студентами ВХУТЕИНа, и, формально просуществовало до 1932 года включительно.

## Программа
Общество базировало свою программу на марксистском пафосе и на максималистской директивности установок. Создание общества, в которое вошли в основном, вчерашние студенты, было обусловлено тем, что пресса середины 1920-х годов настойчиво подчёркивала официальное требование оптимизма, присущего новому «пролетарскому искусству», «новому реализму». Объединение «Круг художников» в своем Уставе объявило о «невозможности участия в существующих в Ленинграде художественных обществах», по причине неприятия их «подчеркнутого индивидуализма, поверхностного этюдизма и литературщины». Члены общества объединились для того, чтобы противопоставить им в своём творчестве отражение главных событий в стране. В декларации общества 1928 года было провозглашено, что на первый план ставится «принцип тесно сплоченного коллектива, осуществляющего как общее художественно-идеологическое воспитание своих членов, так и руководство их практической работой».

## Художники
Членами объединения были в общей сложности от 40 до 50 живописцев, графиков и скульпторов. Среди них такие известные в последующем мастера, как В. В. Пакулин (председатель), А. Ф. Пахомов, А. Н. Самохвалов, А. И. Порет, А. И. Русаков, Л. Я. Тимошенко, Д. Е. Загоскин, В. И. Малагис, В. А. Денисов, Н. Д. Емельянов , Б. Е. Каплянский, Л. Р. Британишский, Я. М. Шур, М. А. Федоричева, А. С. Ведерников, В. В. Купцов, Г. М. Неменова, М. Ф. Вербов, А. П. Почтенный, Н. С. Могилевский, П. А. Осолодков, Г. Н. Траугот, С. А. Чугунов и др.
Будучи объединением сугубо ленинградским, «Круг» сочетал традицию ленинградского искусства с устремленностью не столько к новому искусству, сколько к официально заявленному «стилю эпохи». При всем индивидуальном разнообразии, творчеству художников объединения были присущи черты несомненной общности. Это, в частности, был интерес к типажности образов, к крестьянской теме, к усилению монументализма в станковой картине.
Заседания общества чаще всего проводились на квартирах художников В. В. Пакулина и А. Ф. Пахомова (Литейный просп., 15).

## Выставки
В рамках деятельности отдела новейших течений, возглавляемого Н. Н. Пуниным, общество «Круг художников» провело три выставки в Русском музее:* (1927, * 1928, * 1929). Первая выставка общества «Круг художников» была открыта в Русском музее с 3 апреля по 8 мая 1927 года, а затем с 15 мая по 7 июля половина её экспонатов демонстрировалась в Доме работников просвещения. Апогеем в истории общества «Круг художников» считается вторая выставка 1928 года в Русском музее. На ней экспонировалось около 150 произведений, главным образом живописных. Выставка работала полтора месяца, вызвав большой интерес и благожелательные отзывы прессы. Выставку посетил нарком просвещения А. Луначарский. Вторая и третья выставки Русском музее сопровождались изданием каталогов.
Художники объединения участвовали в выставках «Современные ленинградские художественные группировки» (1928-29) и в «1-й Общегородской выставке изобразительного искусства» (1930), а также показали ретроспективную выставку своих работ в Киеве (1930). Выставки сопровождались лекциями и диспутами. .

## Завершение деятельности
В 1929 часть художников (А. Н. Самохвалов, Л. Р. Британишский, С. А. Чугунов, М. Ф. Вербов, Д. Е. Загоскин и др.) покинула общество. После 1930 года выставочная деятельность общества прекратилась.
После принятия весной 1932 года постановления политбюро ЦК ВКП(б) «О перестройке литературно-художественных организаций», которым, в частности, предусматривался роспуск существовавших литературных и художественных объединений и образование единых творческих союзов, большинство членов «Круга художников» вошли в образованный 2 августа 1932 года Ленинградский Союз советских художников.

## Члены общества
- Басманов Павел Иванович (1906—1993)
- Британишский Лев Романович (1897—1971)
- Ведерников Александр Семёнович (1898—1975)
- Денисов, Владимир Алексеевич (1887—1970)
- Емельянов, Николай Дмитриевич (1904—1938)
- Калужнин Василий Павлович (1890-1967)
- Купцов Василий Васильевич (1899—1935)
- Малагис Владимир Ильич (1902—1974)
- Неменова Герта Михайловна (1905—1996)
- Пакулин Вячеслав Владимирович (1900—1951)
- Пахомов Алексей Фёдорович (1900—1973)
- Порет Алиса Ивановна (1902—1984)
- Почтенный Алексей Петрович (1895—1942)
- Русаков Александр Исаакович (1898—1952)
- Самохвалов Александр Николаевич (1894—1971)
- Суцкевер, Михаил Максимович (1896—1942)
- Тимошенко, Лидия Яковлевна (1903—1976)
- Траугот, Георгий Николаевич (1903—1961)
- Федоричева Мария Александровна (1895—1971)
- Фрумак Рувим Залманович (1905—1978)